# Peter van Inwagen
Peter van Inwagen né le 21 septembre 1942 est un philosophe analytique américain, professeur à l'université Notre-Dame-du-Lac. Il est une des figures contemporaines majeures en métaphysique, métaontologie, philosophie de la religion et philosophie de l'action,. Son apport principal réside dans une nouvelle analyse du problème du libre arbitre dans une perspective libertarienne.

## Biographie
Peter van Inwagen obtient son diplôme B.S. à l'Institut polytechnique Rensselaer en 1965 et son doctorat à l'Université de Rochester en 1969, après quoi il  enseigne à l'Université de Syracuse pendant vingt-quatre ans. En 1995 il devient le professeur de philosophie à l'Université Notre-Dame-du-Lac.

## Principaux ouvrages
- (en) The Problem of Evil, Oxford, Oxford University Press, 2006, 198 p. (ISBN 978-0-19-924560-4, LCCN 2006006153)
- (en) Ontology, Identity, and Modality : Essays in Metaphysics, Cambridge, Cambridge University Press, 2002, 1re éd., 272 p. (ISBN 978-0-521-79164-9, LCCN 00031180)
- (en) The Possibility of Resurrection and Other Essays in Christian Apologetics, Boulder, CO, Westview Press, 1998, 118 p. (ISBN 978-0-8133-2731-0, LCCN 97017602)
- (en) God, Knowledge and Mystery : Essays in Philosophical Theology, Ithaca, Cornell University Press, 1995, 1re éd., 284 p., poche (ISBN 978-0-8014-8186-4, LCCN 95001426)
- (en) Metaphysics : Second Edition, Boulder, CO, Westview Press, 1993. rev. ed. 2002, 2e éd., 235 p., poche (ISBN 978-0-8133-9055-0, LCCN 2002002981)
- (en) Material Beings, Ithaca, Cornell University Press, 1990, 1re éd., 299 p., poche (ISBN 978-0-8014-8306-6, LCCN 90055125, lire en ligne)
- (en) An Essay on Free Will, Oxford, Oxford University Press, 1983, 248 p., poche (ISBN 978-0-19-824924-5, LCCN 83005644)

## Ouvrages traduits en français
- Des êtres matériels, trad. P.-A. Miot, Montreuil, Ithaque (Philosophie), 2019; rééd. Éliott (Réflexion faite), 2024.
- Essai sur le libre arbitre, trad. C. Michon, Paris, Vrin (Analyse et philosophie), 2017.
- Métaphysique, trad. P.-A. Miot, Montreuil, Ithaque (Philosophie), 2017.